# Sidiki Chérif
Sidiki Chérif (Conakry, 15 dicembre 2006) è un calciatore francese, attaccante dell'Angers.

## Carriera
Chérif è cresciuto nel settore giovanile dell'Angers, con cui ha firmato il primo contratto professionistico nel luglio del 2023. Ha debuttato in prima squadra il 5 agosto nell'incontro di Ligue 2 perso 1-0 contro il Laval.

## Statistiche

### Presenze e reti nei club
Statistiche aggiornate al 22 settembre 2024
| Stagione        | Squadra         | Campionato      | Campionato | Campionato | Coppe nazionali | Coppe nazionali | Coppe nazionali | Coppe continentali | Coppe continentali | Coppe continentali | Altre coppe | Altre coppe | Altre coppe | Totale | Totale | Totale |
| Stagione        | Squadra         | Comp            | Pres       | Reti       | Comp            | Pres            | Reti            | Comp               | Pres               | Reti               | Comp        | Pres        | Reti        | Pres   | Reti   |        |
| --------------- | --------------- | --------------- | ---------- | ---------- | --------------- | --------------- | --------------- | ------------------ | ------------------ | ------------------ | ----------- | ----------- | ----------- | ------ | ------ | ------ |
| 2022-2023       | Angers 2        | N2              | 2          | 0          | -               | -               | -               | -                  | -                  | -                  | -           | -           | -           | 2      | 0      |        |
| 2023-2024       | Angers 2        | N2              | 12         | 2          | -               | -               | -               | -                  | -                  | -                  | -           | -           | -           | 12     | 2      |        |
| Totale Angers 2 | Totale Angers 2 | Totale Angers 2 | 14         | 2          |                 | -               | -               |                    | -                  | -                  |             | -           | -           | 14     | 2      |        |
| 2023-2024       | Angers          | L2              | 7          | 0          | CF              | 2               | 0               | -                  | -                  | -                  | -           | -           | -           | 9      | 0      |        |
| 2024-2025       | Angers          | L1              | 5          | 0          | CF              | -               | -               | -                  | -                  | -                  | -           | -           | -           | 5      | 0      |        |
| Totale Angers   | Totale Angers   | Totale Angers   | 12         | 0          |                 | 2               | 0               |                    | -                  | -                  |             | -           | -           | 14     | 0      |        |
| Totale carriera | Totale carriera | Totale carriera | 26         | 2          |                 | 2               | 0               |                    | -                  | -                  |             | -           | -           | 28     | 2      |        |